# Archaeosporaceae
Archaeosporaceae är en familj av svampar. Archaeosporaceae ingår i ordningen Archaeosporales, klassen Glomeromycetes, divisionen Glomeromycota och riket svampar.
|                  | Ambisporaceae                  |
|                  |                                |
| Archaeosporaceae | \| \| Archaeospora \| \| \| \| |
|                  | \| \| Archaeospora \| \| \| \| |
|                  | Geosiphonaceae                 |
|                  |                                |
|                  | Archaeospora                   |
|                  |                                |

|  | Archaeospora |
|  |              |